# Язвище (Московская область)
Язвище — село в Волоколамском районе Московской области России в составе городского поселения Сычёво. Население — 10 чел. (2010).

## География
Село Язвище расположено на западе Московской области, в восточной части Волоколамского района, у Новорижского шоссе, примерно в 17 км к востоку от города Волоколамска. В селе три улицы — Заречная, Родниковая и Троицкая. Связано автобусным сообщением с городами Волоколамском и Истрой. Около села протекает река Гряда и находится образованное на ней Сычёвское водохранилище.

## Население
| 1852 | 1859 | 1926 | 2002 | 2006 | 2010 |
| ---- | ---- | ---- | ---- | ---- | ---- |
| 478  | →478 | ↗577 | ↘21  | ↗29  | ↘10  |

## История

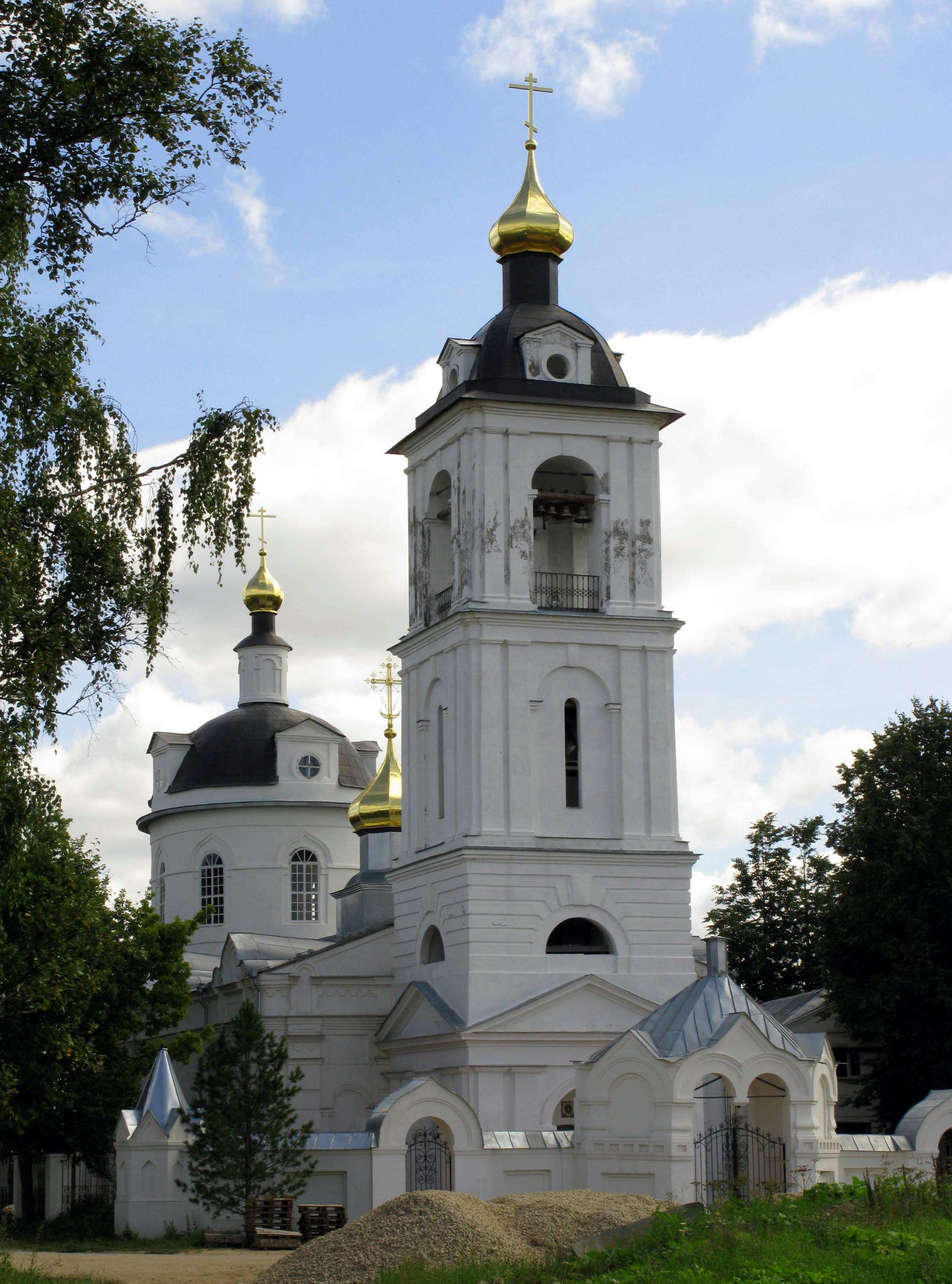
Храм Троицы Живоначальной

Село Язвище является одним из самых древних мест Волоколамского района. Существует версия, согласно которой название «Язвище» связано с расположенным в центре села целебным источником. Село известно тем, что в нём в 1440 году родился святой преподобный Иосиф Волоцкий, основатель Иосифо-Волоколамского монастыря.
В «Списке населённых мест» 1862 года Язвище — казённое село 2-го стана Волоколамского уезда Московской губернии по правую сторону почтового Московского тракта (из Волоколамска), в 18 верстах от уездного города, при безымянной речке, с 70 дворами, православной церковью и 478 жителями (229 мужчин, 249 женщин).
По данным на 1890 год входило в состав Аннинской волости Волоколамского уезда, в селе располагалось земское училище, число душ мужского пола составляло 212 человек.
В 1913 году — 90 дворов, 2 чайных лавки.
По материалам Всесоюзной переписи населения 1926 года — центр Язвищевского сельсовета Аннинской волости, проживало 577 жителей (261 мужчина, 316 женщин), насчитывалось 126 хозяйств, имелась школа.
С 1929 года — населённый пункт в составе Волоколамского района Московского округа Московской области. Постановлением ЦИК и СНК от 23 июля 1930 года округа как административно-территориальные единицы были ликвидированы.
1929—1954 гг. — центр Язвищевского сельсовета Волоколамского района.
1954—1963 гг. — деревня Чисменского сельсовета Волоколамского района.
1963—1965 гг. — деревня Чисменского сельсовета Волоколамского укрупнённого сельского района.
1965—1994 гг. — деревня Чисменского сельсовета Волоколамского района.
В 1994 году Московской областной думой было утверждено положение о местном самоуправлении в Московской области, сельские советы как административно-территориальные единицы были преобразованы в сельские округа.
1994—2006 гг. — деревня Чисменского сельского округа Волоколамского района.
С 2006 года — деревня городского поселения Сычёво Волоколамского муниципального района Московской области.

## Достопримечательности
В селе Язвище расположен храм Троицы Живоначальной. Он был построен в 1815—1820 годах в стиле классицизм. Трапезная перестроена в 1894 году, в ней Михаило-Архангельский и Никольский приделы. В 1940 году был закрыт и осквернён: здание использовалось в качестве сельскохозяйственного склада. Большая часть церковных ценностей утрачена. В 1990 году богослужения в храме были возобновлены, он получил статус подворья Иосифо-Волоцкого ставропигиального мужского монастыря и отремонтирован. Имеет статус патриаршего подворья. Является памятником архитектуры местного значения.